# Karl Gerland
Pour les articles homonymes, voir Gerland (homonymie).
Karl Gerland, né le 14 juillet 1905 à Gottsbüren, aujourd'hui Trendelburg dans l'Empire allemand, et mort le 21 avril 1945 à Francfort-sur-l'Oder lors de la chute du Troisième Reich, est un officier SS et un gauleiter du parti nazi dans le Gau Kurhessen (de) (actuel district de Cassel).

## Origines
Il étudie le génie mécanique de 1923 à 1927 à l'université Gottfried Wilhelm Leibniz de Hanovre. En 1928, il travaille comme technicien mesures dans une usine de câbles puis comme ingénieur en construction dans un bureau de brevets, puis dans l'entreprise de son père à partir de 1930.

## Activité politique
Il adhère au NSDAP en 1929 (n°176.572). En 1930, il est kreisleiter à Hofgeismar, puis monte en grade : en janvier 1932 vice-chef de la propagande du Gau, en juillet chef de la propagande du Gau Kurhessen, tout en étant chef du district Fulda-Hersfeld-Hünfeld. En 1933, il dirige le bureau régional du ministère de l'Éducation du peuple et de la Propagande du Reich et est de 1934 à 1938 chef de bureau à la chancellerie du NSDAP sous les ordres de Rudolf Hess, où il se charge de la gestion des rapports provenant des Gaue. Il dirige également, de 1935 à 1939, le Bureau des invités d'honneur du congrès de Nuremberg. Le 29 mars 1936, il entre comme député du NSDAP au Reichstag. Il intègre la SS (n°293.003) en 1937 avec le grade de Hauptsturmführer, et y est promu Gruppenführer le 1er août 1944.
Le 1er juin 1938, il est nommé vice-Gauleiter du Gau Bas-Danube (actuelle Basse-Autriche). C'est à ce poste qu'il ordonne la stérilisation forcée des prisonniers du camp tsigane de Lackebusch. À partir de novembre 1943, il occupe de facto les fonctions de Gauleiter, succédant à Karl Weinrich (en) (démis de ses fonctions car accusé par Goebbels d'incompétence après le bombardement de Cassel le 22 octobre 1943), et nommé officiellement Gauleiter le 13 décembre 1944. À partir du mois de juillet 1944, il est également président de la province de Hesse. Il meurt dans des combats près de Francfort-sur-l'Oder le 21 avril 1945. Il reste dans la mémoire collective après 1945 « le plus détesté de tous les chefs nazis de Basse-Autriche ».